# ویلی مک‌لین
ویلی مک‌لین (انگلیسی: Willie McLean; ۲۷ ژانویهٔ ۱۹۰۴ – ۶ نوامبر ۱۹۷۷) بازیکن فوتبال اسکاتلندی‌تبار اهل ایالات متحده آمریکا بود.
وی همچنین در تیم ملی فوتبال ایالات متحده آمریکا بازی کرده‌است.